# Ściana i groch
Ściana i groch – płyta długogrająca Moniki Borys wydana w roku 1990 nakładem w wytwórni Polskie Nagrania "Muza" (nr kat. Muza SX2941). Na albumie znalazła się większość wydanych przez nią wcześniej piosenek.
Muzykę do wszystkich utworów skomponował Jarosław Kukulski, natomiast słowa napisali: Marek Dutkiewicz (1, 3, 6), Janusz Kondratowicz (2, 4, 7), Jacek Cygan (5), Lech Konopiński (8), Jerzy Dąbrowski (9) i Andrzej Jastrzębiec-Kozłowski (10).
W nagraniu płyty wzięli udział: Wojciech Gogolewski (klawisze 1-5), Ryszard Sygitowicz (gitara), Henryk Miśkiewicz (saksofon), Jarosław Kukulski (klawisze 3-10, wokal 9), Alibabki (chórki 4-5) i Natalia Kukulska (chórki 8).

## Lista utworów
1. "Nie masz prawa" - 04:01
2. "Bohater roku" - 03:52
3. "Ściana i groch" - 03:10
4. "Słodka lady" - 05:25
5. "Co ty królu złoty" - 03:50
6. "Ty uratujesz mnie" - 04:38
7. "Nie żal mi złotych łez" - 03:37
8. "Ze mną tańcz" - 03:45
9. "Przydział twój" - 03:32
10. "Biały park" - 03:22

## Reedycja
- Monika Borys śpiewa piosenki Jarosława Kukulskiego - CD 1992 Brawo